# Belleville (Illinois)
Belleville és una població dels Estats Units a l'estat d'Illinois. Segons el cens del 2000 tenia 41.410 habitants.

## Demografia
Segons el cens del 2000, Belleville tenia 41.410 habitants, 17.603 habitatges, i 10.420 famílies. La densitat de població era de 848,2 habitants/km².
Dels 17.603 habitatges en un 28,4% hi vivien nens de menys de 18 anys, en un 42% hi vivien parelles casades, en un 13,5% dones solteres, i en un 40,8% no eren unitats familiars. En el 35,1% dels habitatges hi vivien persones soles el 14% de les quals corresponia a persones de 65 anys o més que vivien soles. El nombre mitjà de persones vivint en cada habitatge era de 2,27 i el nombre mitjà de persones que vivien en cada família era de 2,95.
Per edats la població es repartia de la següent manera: un 23,4% tenia menys de 18 anys, un 9% entre 18 i 24, un 30,3% entre 25 i 44, un 20,1% de 45 a 60 i un 17,2% 65 anys o més.
L'edat mediana era de 37 anys. Per cada 100 dones de 18 o més anys hi havia 85 homes.
La renda mediana per habitatge era de 35.979 $ i la renda mediana per família de 46.426 $. Els homes tenien una renda mediana de 33.361 $ mentre que les dones 25.375 $. La renda per capita de la població era de 18.990 $. Aproximadament el 9,3% de les famílies i l'11,7% de la població estaven per davall del llindar de pobresa.

## Poblacions properes
El següent diagrama mostra les poblacions més properes.